# Arzashku
Arzashku o Arzascunu fou una ciutat d'Urartu de situació incerta, que correspondria probablement a Mantziciert, al sud del riu Murad Su en direcció cap al llac Van. Era la capital reial del rei Arame. Els assiris la van atacar i cremar en la seva expedició del 857 aC sota Salmanassar III, però al marxar els invasors, Arame la va recuperar. Va romandre capital fins vers el 832 aC quan Sarduri I (844-828 aC) la va traslladar a Tushpa o Turushpa. La ciutat tenia doble muralla i torres defensives